# Толстой Олексій Миколайович
Олексій Миколайович Толсто́й (рос. Алексей Николаевич Толстой; 29 грудня 1882 (10 січня 1883), місто Ніколаєвськ, тепер Пугачов Саратовської області — 23 лютого 1945, Москва) — російський радянський письменник, громадський діяч, академік АН СРСР. Граф із роду Толстих.

## Біографія
Олексій Толстой народився 29 грудня (10 січня за новим стилем) 1882 року в місті Ніколаєвськ (нині Пугачов) Самарської губернії. Батька, поміщика і офіцера Миколу Толстого (родича Льва Толстого), мати, письменниця Олександра Леонтівна, покинула, будучи вагітною від коханця Олексія Бострома. Був вихований вітчимом Бостромом, з яким жив на його хуторі Соснівка. Отримав домашню освіту, в 1897 родина переїхала до Самари, де майбутній письменник вступив до реального училища. Закінчивши його в 1901 році, переїхав у Петербург, щоб продовжувати освіту. Вступив на відділення механіки Технологічного інституту. В цей час почав писати вірші, наслідуючи Миколу Некрасова і Семена Надсона, а в 1907 видав збірник, який пізніше, однак, вважав невдалим.
У 1907 році, незадовго до захисту диплома, залишив інститут, вирішивши присвятити себе літературній праці. В письменстві він тоді орієнтувався на творчість матері та історії родичів про минуле. У 1908 написав книгу віршів «За синіми ріками» — результат знайомства з російським фольклором. До цього часу відносяться і перші прозові спроби — «Сорочі казки».
На ранню творчість Толстого вплинув Максиміліан Волошин, який в ті роки був його другом. У 1909 році написав першу повість «Тиждень в Тургеневе», потім романи «Диваки» і «Кульгавий пан». Твори Толстого привернули увагу Максима Горького.
Під час першої світової війни як військовий кореспондент від «Русских ведомостей» перебував на фронтах, відвідував Англію та Францію. Тоді він написав ряд нарисів та оповідань про війну і зайнявся драматургією.

Події Лютневої революції 1917-го спонукали його зацікавитися історією Росії, зокрема часів Петра I. Жовтневий переворот 1917 Толстой сприйняв вороже, в 1918 з родиною переїхав до Одеси, потім до Парижа. У 1921 переселився у Берлін і зблизився з тамтешньою російською інтелігенцією, яка емігрувала з Росії. У 1922 в Берлін приїхав Максим Горький, з яким встановилися дружні стосунки. У берлінський період були написані: роман «Аеліта», повісті «Чорна п'ятниця» і «Рукопис, знайдений під ліжком». З часом його стосунки з емігрантами гіршали, його виключили зі спілки Союзу російських письменників і журналістів. Це спонукало задуматися про повернення до радянської Росії.

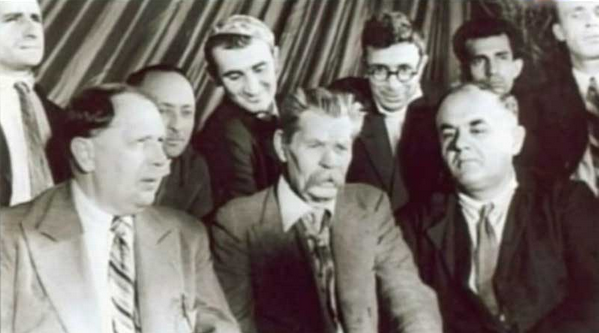
Олексій Толстой (зліва в першому ряду) з Максимом Горьким (1934 рік)

У 1923 Толстой прибув до СРСР. При цьому емігранти розцінили повернення Толстого до Росії як зраду, натомість такий вчинок у самому СРСР отримав схвалення. Протягом 1925—1927 років працював над науково-фантастичним романом «Гіперболоїд інженера Гаріна». У цей же період була написана повість-казка «Золотий ключик, або пригоди Буратіно». Значним досягненням Олексія Толстого став його історичний роман «Петро I», над яким він працював протягом шістнадцяти років. Утім, сам письменник пізніше зазначав, що образ Петра не відповідає історичному та був створений задля підтримки радянської ідеології. Фантастичні твори «Аеліта», «Блакитні міста» і «Гіперболоїд інженера Гаріна» здобули велику популярність, хоч і не були спочатку високо оцінені радянськими критиками. В 1937 році створив повість «Хліб», де велику увагу приділив вигаданій участі Сталіна у громадянській війні при обороні Царицина. Олексій Толстой став другом диктатора Сталіна, у 1937 році депутатом Верховної Ради СРСР, дійсним членом Академії наук у 1939 році. Завойовуючи визнання, письменник отримав власний будинок, автомобіль з особистим водієм. Після смерті Горького у 1936 році очолив Спілку письменників СРСР до 1938 року.
Під час німецько-радянської війни часто виступав зі статтями, нарисами, оповіданнями, героями яких були прості люди, що проявили себе у важких випробуваннях війни. Був співавтором звернення В'ячеслава Молотова і Йосипа Сталіна до народу 1941-го року. У роки війни створив драматичну дилогію «Іван Грозний» (1941—1943). Був членом Надзвичайної державної комісії зі встановлення і розслідування злочинів «німецько-фашистських загарбників», брав участь у Процесі над т. зв. поплічниками німецьких окупантів у Краснодарі у 1943 році. В тому ж 1943 Олексію Толстому Указом Верховної Ради СРСР було вручено орден Трудового Червоного Прапора. 19 березня Толстому було присуджено Сталінську премію першого ступеня за роман «Ходіння по муках». Письменник передав отримані кошти на побудову танка «Грозний».
У червні 1944 року лікарі виявили у письменника злоякісну пухлину легені, від якої він помер 23 лютого 1945 року в Москві. Похований на Новодівочому цвинтарі в Москві. День смерті Олексія Толстого було оголошено днем державного трауру.

## Основні твори

### Цикли творів
- «Заволжжя» (рос. Заволжье) (1909—1910)
- «Сорочі казки» (рос. Сорочьи сказки) (1909—1910)
- «Русалчині казки» (рос. Русалочьи сказки) (1910—1918)
- «Оповіді Івана Сударева» (рос. Рассказы Ивана Сударева) (1942—1944)

### Романи-епопеї
- «Петро Перший» (рос. Петр Первый)
  - «Петро I (книга перша)» (1930)
  - «Петро I (книга друга)» (1934)
  - «Петро I (книга третя)» (незавершена)
- «Ходіння по муках» (рос. Хождение по мукам)
  - «Сестри» (1922)
  - «Вісімнадцятий рік» (1928)
  - «Похмурий ранок» (1941)

### Романи
- «Диваки» (рос. Чудаки) (1911)
- «Кульгавий пан» (рос. Хромой барин) (1912)
- «Аеліта» (рос. Аэлита) (1923)
- «Пригоди Нєвзорова, або Ібікус» (1924)
- «Гіперболоїд інженера Гаріна» (рос. Гиперболоид инженера Гарина) (1927)
- «Емігранти» (1931)

### Казки
- «Золотий ключик, або Пригоди Буратіно» (рос. Золотой ключик, или Приключения Буратино) (1936)

## Антиукраїнська діяльність
У 1939 році, під час радянської анексії  західноукраїнських земель вивіз із Галичини та Львова велику кількість раритетів, антикваріату. Зокрема  унікальний паркет із замку Радзвивіллів.